# Nematopodius longiventris
Nematopodius longiventris är en stekelart som först beskrevs av Cameron 1903.  Nematopodius longiventris ingår i släktet Nematopodius och familjen brokparasitsteklar. Inga underarter finns listade i Catalogue of Life.